# كورنينغ (كاليفورنيا)
كورنينغ (بالإنجليزية: Corning)‏ هي إحدى مدن مقاطعة تيهاما. تم إعطاءها لقب مدينة في 6 أغسطس، 1907.

## معرض صور

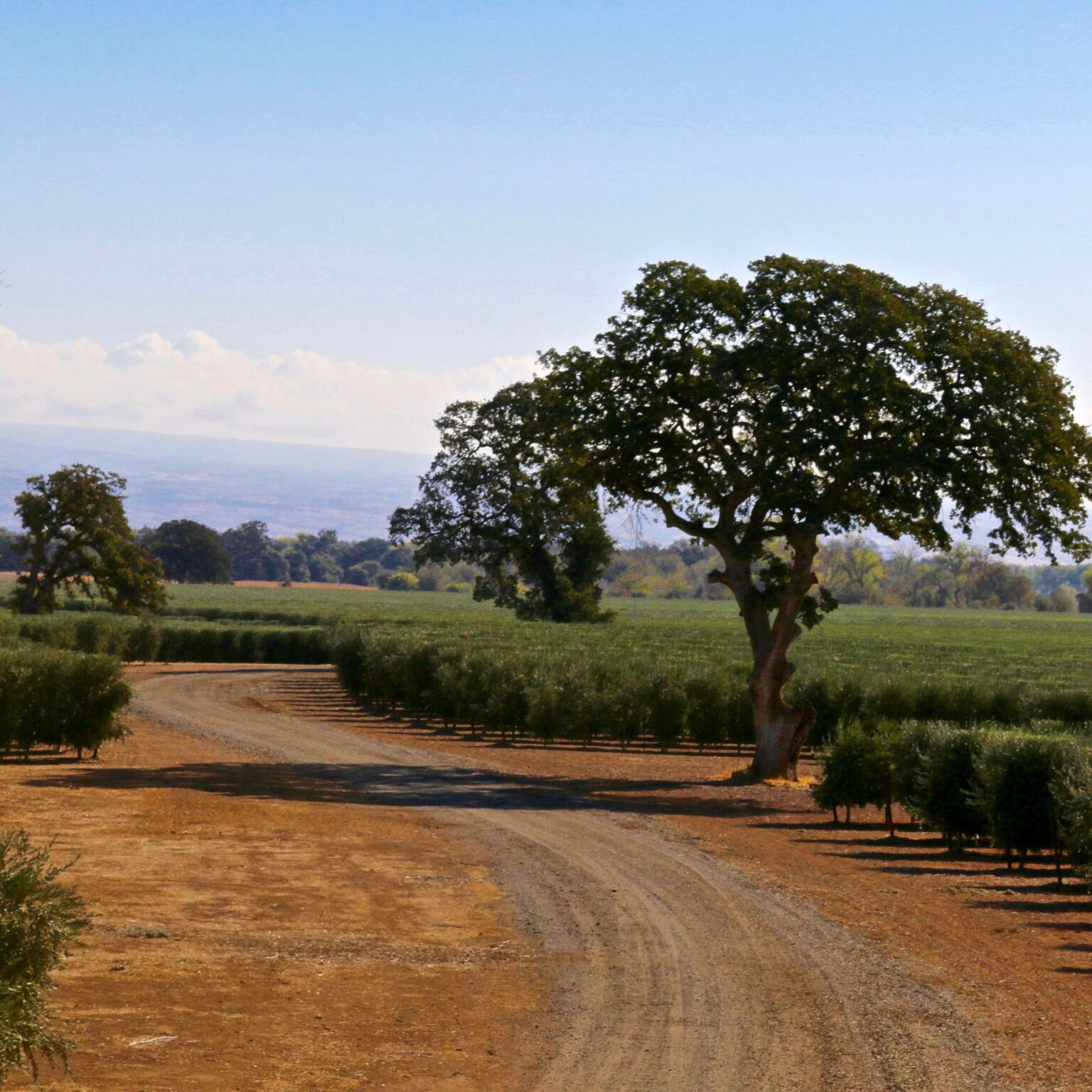
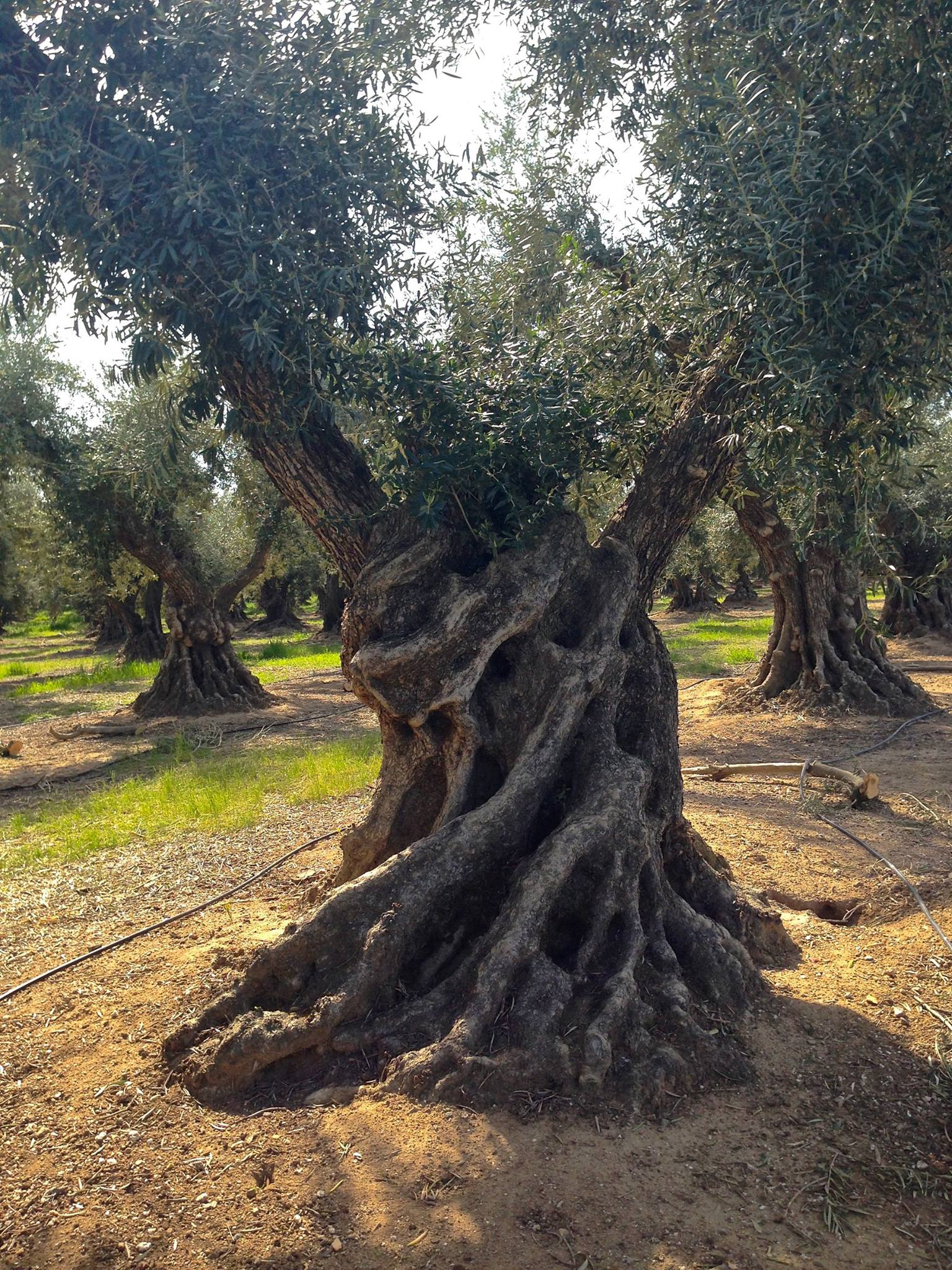
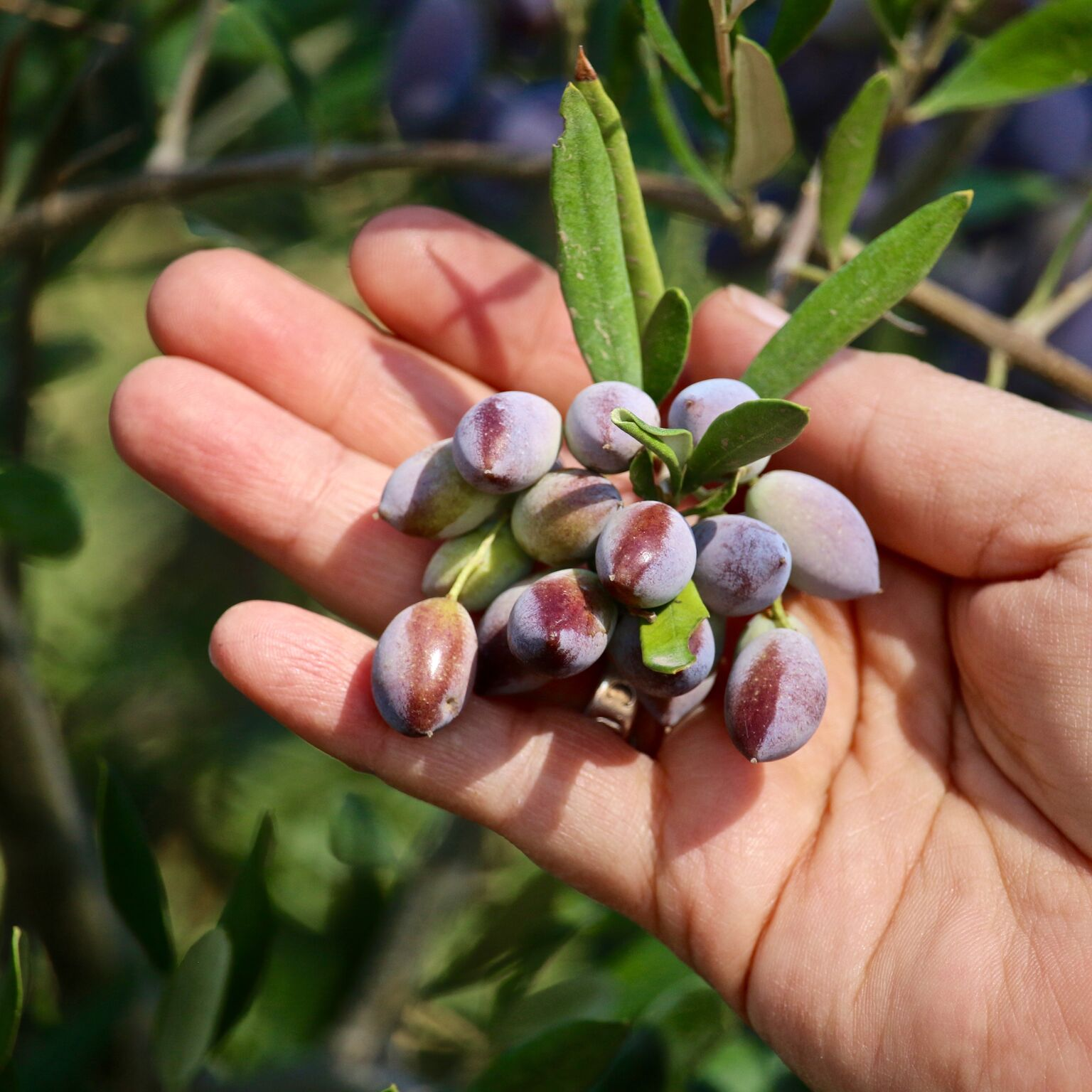

## الموقع الجغرافي
الموقع الجغرافي للمناطق المحيطة بهذه النقطة هو كالتالي: